# ديكون جون مور
ديكون جون مور (بالإنجليزية: Deacon John Moore)‏ هو موزع ومغني أمريكي، ولد في 23 يونيو 1941 في نيو أورلينز في الولايات المتحدة.

## وصلات خارجية
- الموقع الرسمي